# Roeland Pruijssers
Roeland Pruijssers (16 d'agost de 1989), és un jugador d'escacs neerlandès, que té el títol de Gran Mestre des de 2012.
A la llista d'Elo de la FIDE del juliol de 2016, hi tenia un Elo de 2463 punts, cosa que en feia el jugador número 28 (en actiu) dels Països Baixos. El seu màxim Elo va ser de 2558 punts, a la llista del maig de 2016.

## Resultats destacats en competició
El juliol de 2016 guanyà el 10è Torneig de Leiden amb 7 punts de 9, per davant de forts jugadors com ara Sandipan Chanda, Loek van Wely i Evgeny Postny, enduent-se un premi metàl·lic de 1.750 euros.